# Rosario Luchetti
Rosario Luchetti (Buenos Aires, 4 giugno 1984) è una hockeista su prato argentina, vincitrice di un argento e un bronzo olimpico rispettivamente a Londra 2012 e Pechino 2008 e campionessa del mondo a Rosario 2010.

## Palmarès
- Giochi olimpici

Pechino 2008: bronzo.
Londra 2012: argento.
- Campionato mondiale

Madrid 2006: bronzo.
Rosario 2010: oro.
L'Aia 2014: bronzo.
Hockey Champions Trophy
Quilmes 2007: argento.
Mönchengladbach 2008: oro.
Sydney 2009: oro.
Nottingham 2010: oro.
Amstelveen 2011: argento.
Rosario 2012: oro.
Mendoza 2014: oro.
- Giochi panamericani

Rio de Janeiro 2007: argento.
Guadalajara 2011: argento.
- Coppa panamericana

Hamilton 2009: oro.
Mendoza 2013: oro.